# Țîțorî, Kozova
Țîțorî (în ucraineană Цицори) este un sat în comuna Velîka Plavucea din raionul Kozova, regiunea Ternopil, Ucraina.

## Demografie
Componența lingvistică a localității Țîțorî
     Ucraineană (100%)
Conform recensământului din 2001, toată populația localității Țîțorî era vorbitoare de ucraineană (100%).